# Carlos Verdugo
Carlos Israel Verdugo Concha (Concepción, Chile, 6 de septiembre de 1975) es un exfutbolista chileno. Jugaba de delantero.

## Clubes
| Club                      | País        | Año       |
| ------------------------- | ----------- | --------- |
| Deportes Concepción       | Chile       | 1997      |
| Ñublense                  | Chile       | 1998      |
| Deportes Concepción       | Chile       | 1999-2001 |
| Universidad Católica      | Chile       | 2002-2003 |
| Universidad de Concepción | Chile       | 2004-2005 |
| Unión San Felipe          | Chile       | 2006      |
| Deportivo Águila          | El Salvador | 2006      |
| Provincial Osorno         | Chile       | 2007-2008 |
| San Marcos de Arica       | Chile       | 2009      |

## Palmarés

### Campeonatos nacionales
| Título           | Club                 | País        | Año    |
| ---------------- | -------------------- | ----------- | ------ |
| Primera División | Universidad Católica | Chile       | 2002-A |
| Primera División | Deportivo Águila     | El Salvador | 2006-C |
| Primera B        | Provincial Osorno    | Chile       | 2007   |

- Datos: Q5752064